# Nachman Bindefeld
Nachman (Nathan) Bindefeld (né le 25 juin 1906 à Francfort-sur-le-Main, en Allemagne et mort vers le 20 mai 1944 à Kaunas en Lituanie ou Reval (Talinn) en Estonie) est un hazzan français, né en Allemagne et d'origine polonaise. Durant la Seconde Guerre mondiale, il est le hazzan de la communauté juive de Brive-la-Gaillarde. Il est arrêté le 3 avril 1944 alors qu'il prépare un jeune garçon de 12 ans, Robert Najberg, à sa Bar Mitzvah, dans la synagogue de Brive. Ils sont tous les deux déportés ainsi que la résistante Rose Warfman, également prise dans la Rafle.

## Biographie
Nachman Bindefeld est né le 25 juin 1906 à Francfort-sur-le-Main, en Allemagne.
Il est le fils de Wolf Bindefeld et de Chava Sari Bindefeld (née Aussenberg). Wolf Bindefeld est né en 1866 à Bochnia en Pologne et est mort en 1940 à Francfort-sur-le-Main en Allemagne. Chava Sari Bindefeld (Aussenberg) est née en 1877 et est morte en 1937 à Herborn, en Allemagne.
Il est le frère de :
- Sigmund (Selig) Bindefeld (né le 22 janvier 1893 à Leipzig, en Allemagne et mort en août 1944 à Auschwitz[4])
- Malka (Mali) Mary Bindefeld, épouse Loeb (née le 10 avril 1900 à Francfort-sur-le-Main, en Allemagne et morte le 20 septembre 1979 à Tel-Aviv en Israël[5])
- Simon Bindefeld (né le 23 mai 1902 à Francfort-sur-le-Main en Allemagne et morte en juillet 1979 à Jérusalem en Israël[6])
- Jetty Bindefeld (né en 1891 à Leipzig, en Allemagne et mort en 1917 à Francfort-sur-le-Main, en Allemagne[7])
- Ester Bindefeld (née en 1897 à Francfort-sur-le-Main en Allemagne et morte en 1989 à Francfort-sur-le-Main en Allemagne[8])
- Maier (Max) Bindefeld (né en 1899 à Francfort-sur-le-Main en Allemagne et mort avant 1979 à Milan en Italie[9])
- Menashe Bindefeld (né en 1904 à Francfort-sur-le-Main et mort assassiné en 1940 à Buchenwald en Allemagne[10])
- Josef Bindefeld (né et mort le même jour en 1902 à Francfort-sur-le-Main, en Allemagne[11])
- Leah (Lina) Bindefeld, épouse Koenigsberg (née en 1907 à Francfort-sur-le-Main, en Allemagne et morte en 1997 à Tel-Aviv, en Israël[12])
- Fanny Bindefeld, épouse Herszberg (née le 16 mars[13] 1909 à Francfort-sur-le-Main en Allemagne et morte assassinée en 1943 à Sobibor en Pologne[14] ou plutôt à Maidanek selon le Journal officiel de la République française[15], Fanny Herszberg (34 ans) est déportée par le Convoi n° 53, en date du 25 mars 1943 de Drancy vers Sobibor avec sa fille Evelyne Herszberg (3 ans) née le 28 février 1940 dans le 12e arrondissement de Paris, leur dernière adresse est au 7 rue Corneille dans le 6e arrondissement de Paris[13])
- Hanna Bindefeld, épouse Just (née en 1910 à Francfort-sur-le-Main en Allemagne et morte en 1980 à Tel-Aviv en Israël[16])
- Menachem (Meni) Bindefeld (né en 1916 à Francfort-sur-le-Main en Allemagne et mort en 1981 à Jérusalem en Israël[17]).

### La rafle du 3 avril 1944
Le 3 avril 1944, les Allemands font une rafle dans la synagogue de Brive-la-Gaillarde, au 30 rue Pasteur. Ils arrêtent le hazzan de la synagogue, Nachman Bindefeld,  et le jeune garçon, Robert Najberg, qu'il prépare à la Bar-Mitzvah, ainsi que Rose Warfman, résistante et déléguée de l'UGIF à Brive.
Robert Najberg est déporté à Auschwitz par le convoi n° 74 parti de Drancy en date du 20 mai 1944 et est assassiné à son arrivée, le 25 mai 1944,.
Rose Warfman travaille comme assistante-sociale représentante de l'UGIF (Union générale des israélites de France) au premier étage de la synagogue de Brive, 30 avenue Pasteur, Brive 19100. Elle répond aux diverses demandes des nombreux réfugiés : aide monétaire, informations, etc. Elle délivre de plus des soins médicaux en tant qu'infirmière, à titre bénévole. Arrivée au camp de Drancy le 8 avril 1944, elle est déportée depuis la gare de Bobigny, par le convoi no 72, en date du 29 avril 1944, au camp de concentration d'Auschwitz. 
Le numéro matricule de Nachman Bindefeld à Drancy est 19615. Il est déporté depuis la gare de Bobigny par le convoi n° 73,,,,, en date du 15 mai 1944, un des rares trains provenant de France comprenant uniquement des hommes, et avec pour destination finale non pas Auschwitz, mais Kaunas en Lituanie ou Reval (aujourd'hui appelé Tallinn) en Estonie.
La dernière adresse de Nachman Bindefeld est au: 13 rue Bernard Ventadour à Brive.